# John Ronald Mackintosh-Walker
John Ronald Mackintosh-Walker, britanski general, * 1898, † 1944.